# Championnats d'Europe de pentathlon moderne 1999
Navigation
Édition précédente Édition suivante
Les Championnats d'Europe de pentathlon moderne 1999 se sont tenus à Drzonków,  Pologne pour les compétitions masculines, et à Tampere,  Finlande pour les compétitions féminines.

## Podiums

### Hommes
| Épreuves    | Or                                               | Argent                                                     | Bronze                                                    |
| ----------- | ------------------------------------------------ | ---------------------------------------------------------- | --------------------------------------------------------- |
| Individuel  | Hongrie Péter Sárfalvi                           | Hongrie Ákos Hanzély                                       | Russie Aleksey Turkin                                     |
| Par équipes | Hongrie Péter Sárfalvi Gábor Balogh Ákos Hanzély | France Sébastien Deleigne Olivier Ibanès Olivier Clergeau  | Biélorussie Pavel Dovgal Andrey Smirnov Aleksandr Bysov   |
| Relais      | Hongrie Péter Sárfalvi Gábor Balogh Ákos Hanzély | Ukraine Vitaliy Budovskiy Georgii Tchimeris Vadim Tkatshuk | Russie Valeriy Zaikin Rustam Sarbirkhuzin Aleksey Savikov |

### Femmes
| Épreuves    | Or                                                          | Argent                                                | Bronze                                                     |
| ----------- | ----------------------------------------------------------- | ----------------------------------------------------- | ---------------------------------------------------------- |
| Individuel  | Biélorussie Zhanna Shubenok                                 | Suède Jeanette Malm                                   | Italie Federica Foghetti                                   |
| Par équipes | Russie Yelizaveta Suvorova Tatyana Muratova Marina Kolonina | Royaume-Uni Kate Allenby Stephanie Cook Sian Lewis    | Pologne Paulina Boenisz Dorota Idzi Anna Sulima            |
| Relais      | Pologne Paulina Boenisz Dorota Idzi Anna Sulima             | Italie Emanuela Gabella Claudia Cerutti Fabiana Fares | Allemagne Kim Raisner Thora Meyer-Efland Sandra Schlüricke |